# Jacques Leroy de Saint-Arnaud
Armand-Jacques-Achille Leroy de Saint-Arnaud, född 20 augusti 1801 i Bordeaux, död 29 september 1854, var en fransk marskalk, halvbror till Adolphe de Forcade Laroquette.
Saint Arnaud ingick 1816 i armén, som han likväl, överhopad av skulder, snart lämnade för att många år leva en äventyrares liv. År 1822 begav han sig till Grekland för att som frivillig delta i befrielsekriget mot turkarna, men återvände inom kort till Frankrike. Senare företog han resor i Italien, vistades länge i Belgien och bosatte sig slutligen i England. Efter julirevolutionen 1830 återvände han till Frankrike, erhöll tillstånd att åter ingå i armén samt blev 1831 underlöjtnant i 64:e linjeregementet och 1836 löjtnant vid främlingslegionen. 
Utnämnd till kapten 1837, fick Saint Arnaud för första gången tillfälle att uppvisa sin dödsföraktande tapperhet och sin militäriska energi vid stormningen av Constantine samma år. I fjorton år fortsatte Saint Arnaud att kämpa mot araberna i Algeriet, ständigt med kraft och skicklighet, vanligen med framgång, stundom med barbarisk grymhet, och avancerade under tiden till general (1847). Då februarirevolutionen 1848 utbröt befann sig Saint Arnaud på permission i Paris. Natten mellan den 23 och 24 februari fick han befälet av marskalk Bugeaud över en brigad. Morgonen den 24 stormade Saint Arnaud barrikaderna på rue Richelieu och besatte polisprefekturen. 
När han fick höra att Tuilerierna och deputeradekammarens palats ännu var i folkets våld försökte han dra sig tillbaka till Vincennes, men tillfångatogs och fördes till Hôtel-de-Ville, varifrån han lyckades fly. Efter februarirevolutionens seger återvände Saint Arnaud till Algeriet där han företog flera lyckade expeditioner mot upproriska arabiska stammar. Namnkunnigast blev hans expedition 1851 mot kabylerna, av vilka han lyckades underkuva mer än 40 stammar. Till belöning utnämndes han till divisionsgeneral och kallades 23 juli samma år till Paris för att ta över befälet över en armédivision. 
Han fick nu anbudet att spela den viktigaste rollen i den tillämnade statskuppen. Saint Arnaud tvekade, men dukade till sist under för de frikostiga anbud, som gjordes honom av republikens president, prins Louis Napoleon. Den 26 oktober 1851 utnämndes Saint Arnaud till krigsminister och den 2 december samma år företogs statskuppen, som utfördes med mycken grymhet. Under kejsardömets första tid fortsatte Saint Arnaud att vara krigsminister, blev marskalk (2 december 1852), senator och överhovstallmästare. Hans samtliga löneinkomster uppgick till 290 000 francs, men dessutom fick han stora penninggåvor av Napoleon III, vid ett tillfälle 800 000 francs. 
Vid Krimkrigets utbrott utnämndes Saint Arnaud 1854 till överbefälhavare över en 60 000 man stark fransk armé, som 14 september samma år anlände till Krim. Där vann Saint Arnaud i förening med de engelska trupperna under lord Raglan den 20 september segern vid Alma över den ryska armén. Fastän sjuk, deltog Saint Arnaud likväl i denna batalj och satt tolv timmar till häst. De följande dagarna förvärrades hans sjukdom och en koleraattack tillstötte. Saint Arnaud överlämnade då överbefälet åt general Canrobert och avreste med fregatten Berthollet till Konstantinopel, men avled under färden på Svarta havet. Av högt värde för Saint Arnauds karaktär är hans brev, Lettres du maréchal de Saint Arnaud (2 volymer, 1864).3

## Utmärkelser
- Storkors av Hederslegionen
- Kommendör av Leopoldsorden
- Storkors av Gregoriusorden
- Marskalk av Frankrike
- Médaille militaire

[Redigera Wikidata]